# Afgan Syahreza
Afgansyah Reza (Yakarta, 27 de mayo de 1989) es un cantante indonesio. Su álbum debut titulado Confesión, fue lanzado el 1 de enero de 2008. El álbum está compuesta de 13 canciones, de influencia musical de género pop, así también otros géneros como el soul, R & B y jazz. Además se hizo conocer con los temas musicales titulados "Thank You Love ", "cliché", "sádico" y "Sin una fecha límite." El cultivo de un videoclip para la canción "Thank You ", contó con la colaboración de la actriz y cantante Thalita Latif, que fue producida por el director José Purnomo. 
El álbum fue producido por Wanna B producción y se distribuye bajo la etiqueta de PT Sony-BMG y con la prioridad de un prestado asistencia a varios músicos de renombre tales como Fajar LMN, Harry Budiman (productor de Tangga), Deddy Dhukun y Dian.
Es el segundo hijo de cuatro hermanos formada por la pareja Lola Purnama y Loyd Yahyalanzó, 

## Discografía
| Álbum                            | Año  | Producción                                                       |
| -------------------------------- | ---- | ---------------------------------------------------------------- |
| Confession No.1                  | 2008 | WannaB Music Production                                          |
| OST Bukan Cinta Biasa, Kompilasi | 2009 | WannaB Music Production                                          |
| The One                          | 2010 | WannaB Music Production & Sony BMG Music Entertainment Indonesia |

## Sencillos
| Sencillo                    | Composición  | Año  | Producción                             |
| --------------------------- | ------------ | ---- | -------------------------------------- |
| Terima Kasih Cinta          | Mario Kacang | 2008 | WannaB Music Production                |
| Sadis                       | Bebi Romeo   | 2008 | WannaB Music Production                |
| PadaMu Kubersujud           | Bebi Romeo   | 2008 | WannaB Music Production                |
| Bukan Cinta Biasa           | Bebi Romeo   | 2009 | WannaB Music Production                |
| Terima Kasih Cinta Remix    | Bebi Romeo   | 2009 | WannaB Music Production                |
| Wajahmu Mengalihkan Duniaku | Bemby Noor   | 2009 | WannaB Music Production & Pond's       |
| Pencari JalanMu             | Fajar        | 2009 | WannaB Music Production & Nu Green tea |
| Cinta 2 Hati                | Mario Kacang | 2010 | Sony BMG Music Entertainment Indonesia |
| Dia Dia Dia                 | Bemby Noor   | 2010 | WannaB Music Production                |
| Bawalah Cintaku             | Beby Romeo   | 2010 | WannaB Music Production                |
| Dalam Mihrab Cinta          | Beby Romeo   | 2010 | Keci Music Production                  |

## Filmografía
- Bukan Cinta Biasa (2009)
- Cinta 2 Hati (2010)

## Programas en televisión
- 2008 - 2009: Doa Berpuasa di SCTV selama bulan Ramadhan
- 2008 - 2010: Doa Berbuka Puasa di SCTV selama bulan Ramadhan

## Logros
| Año  | Grupo                        | Categorías                  |
| ---- | ---------------------------- | --------------------------- |
| 2008 | MTV Indonesia Awards         | Most Favorite Male Artist   |
| 2008 | MTV Indonesia Awards         | Best Artist of The Year     |
| 2008 | Indonesia Kids Choice Awards | Most Favorite Male Singer   |
| 2009 | AMI Awards                   | Penyanyi Solo Pria Terbaik  |
| 2009 | SCTV Music Awards            | Album Solo Terbaik          |
| 2009 | Anugerah Planet Muzik        | Album Terbaik               |
| 2009 | Anugerah Planet Muzik        | Artis Lelaki Terbaik        |
| 2009 | Indonesia Kids Choice Awards | Penyanyi Pria Terfavorit    |
| 2009 | Indonesia Kids Choice Awards | Wannabe Awards              |
| 2009 | SCTV Music Awards            | Penyanyi Paling Ngetop      |
| 2010 | Dahsyatnya Awards            | Penyanyi Solo Terdahsyat    |
| 2010 | Indonesia Kids Choice Awards | Penyanyi Pria Terfavorit    |
| 2010 | SCTV Music Awards            | Penyanyi Pria Paling Ngetop |
| 2010 | SCTV Awards                  | Penyanyi Ngetop             |
| 2010 | Indigo Awards                | Best Mae Artist             |

## Anuncios
- Ardilles
- Pond's
- Panadol Cold & Flu
- Honda Beat
- Nu Green Tea
- IM3 Indosat
- Andec Boneeto
- Honda Genuine Parts
- Regal Marie
- Mandala Airlines
- Bank BRI
- Rider
- Bank Bukopin Syariah